# Brigitte Kronauer
Brigitte Kronauer   (Essen, 29 de desembre de 1940 - Hamburg, 22 de juliol de 2019) va ser una escriptora alemanya.
Estudià pedagogia i germanística i fou professora a Aquisgrà i Göttingen durant la dècada de 1970. L'èxit de la seva primera novel·la, Frau Mühlenbeck im Gehäus (1980), li va permetre dedicar-se plenament a la literatura i, així arribà a escriure una cinquantena d'obres entre les quals moltes novel·les i algun assaig.
L'any 1988 ingressà a l'Acadèmia de la Llengua i la Literatura alemanyes, que el 2005 li atorgà el premi Georg Büchner, el més prestigiós en llengua alemanya. També va rebre els premis Fontane de la ciutat de Berlín (1985), el Premi Hubert Fichte de la Ciutat d'Hamburg, el Heinrich-Böll (1989), el Premi Jean-Paul (2015) o el Premi Thomas Mann (2017). La seva obra ha estat comparada amb el de Johann Paul Friedrich Richter, amb un estil irònic i florit.